# Alfonso Mistrangelo
Alfonso Maria Mistrangelo (26 de abril de 1852 - 7 de novembro de 1930) foi um cardeal italiano da Igreja Católica Romana. Ele serviu como arcebispo de Florença de 1899 até sua morte, e foi elevado ao cardinalato em 1915.

## Biografia
Alfonso Mistrangelo nasceu em Savona, e recebeu o Sacramento da Confirmação em 17 de maio de 1859. Ele estudou no seminário em Savona antes de entrar na Congregação dos Clérigos Pobres Regulares da Mãe de Deus das Escolas Piedosas, mais comumente conhecido como os Piaristas. em 23 de outubro de 1870, na Liguria. Educado em casas de estudo Piarist de 1870 a 1877, Mistrangelo fez sua profissão simples em 1871, e sua profissão solene em 1874.
Ele recebeu a tonsura e outras insígnias do caráter clerical em 28 de fevereiro de 1875, o subdiaconato em 13 de maio de 1875, e o diaconato em 18 de julho de 1875. Mistrangelo foi ordenado ao sacerdócio em 17 de março de 1877, e, em seguida, ensinou nas escolas das Escolas Pias de Finalborgo, Carcare e Ovada. Em 1880 tornou-se o reitor da escola piarista em Ovada.
Em 16 de janeiro de 1893, Mistrangelo foi nomeado bispo de Pontremoli pelo Papa Leão XIII. Recebeu sua consagração episcopal no dia 11 de maio do cardeal Lucido Parocchi, com o arcebispo Antonio Grasselli, O.F.M.Conv. e com o bispo Luigi Canestrari, como co-consagradores, na igreja de San Pantaleone.
Mistrangelo foi posteriormente promovido a arcebispo de Florença em 19 de junho de 1899, e serviu como Superior Geral dos Piaristas de 1900 a 1904 também. O Papa Bento XV criou-o Cardeal-Presbítero de Santa Maria dos Anjos no consistório de 6 de dezembro de 1915. Ele foi um dos cardeais eleitores que participaram do Conclave de 1922, que selecionou o Papa Pio XI.
O cardeal Mistrangelo morreu de envenenamento gástrico  em Florença; seu mandato como arcebispo durou trinta e um anos. Ele está enterrado no cemitério de Soffiano.